# Артър Ашкин
Артър Ашкин (на английски: Arthur Ashkin) е американски физик.
Роден е на 2 септември 1922 година в Ню Йорк в еврейско семейство на имигранти от Източна Европа, като баща му е зъботехник със собствена лаборатория. През 1947 година завършва физика в Колумбийския университет в Ню Йорк, а през 1952 година защитава докторат в Университета „Корнел“ в Итака. В продължение на четири десетилетия до 1992 година работи в Лабораториите „Бел“, главно в областта на експерименталната физика. Най-значимото му откритие са оптичните пинсети, използващи лазер за манипулиране на микроскопични обекти.
През 2018 година, заедно с Жерар Муру и Дона Стрикланд, получава Нобелова награда за физика „за преломни открития в областта на лазерната физика“, с което на 96 години става най-възрастният човек, награден с Нобелова награда. През 2019 г. обаче той е изпреварен от лауреата на наградата по химия Джон Гудинаф, който към момента на удостояване е на 97 години.